# Primorsk (oblast de Kaliningrad)
Pour les articles homonymes, voir Primorsk.
Primorsk (en russe : Приморск ; en allemand : Fischhausen ; en lituanien : Žuvininkai/Skanavikas ; en polonais : Rybaki) est une ville de l'oblast de Kaliningrad, en Russie. Sa population s'élevait à 2 109 habitants en 2008.

## Géographie
Primorsk est située sur la lagune de la Vistule, à 32 km à l'ouest de Kaliningrad et à 1 121 km à l'ouest de Moscou.

## Histoire
Primorsk est l'une des plus anciennes localités de la région. Sous son ancien nom allemand de Fischhausen, elle est associée à Saint Adalbert de Prague, probablement décapité vers 997 par le peuple païen des Sambiens (en) après qu'il eut détruit leur forêt de chênes sacrée. En 1243, Fischhausen devient le siège des évêques de Sambie. En 1818, elle devient le chef-lieu de l'arrondissement de Fischhausen, arrondissement de la province de Prusse-Orientale du royaume de Prusse dépendant du district de Königsberg.
Durant la Seconde Guerre mondiale, l'avance de l'Armée rouge se poursuit sur Fischhausen après la chute de Königsberg. Du 21 au 24 avril 1945, la ville est conquise après d'âpres combats et presque entièrement détruite.
Après la guerre, la ville passe sous contrôle soviétique. En 1946, elle est renommée Primorsk (« maritime » en russe). En 2006, elle perd son statut de ville pour devenir une commune urbaine. Elle était, au recensement de 2002, la cinquième plus petite ville de Russie, derrière Vyssotsk, Verkhoïansk, Tchekaline et Magas. En 2008, elle regagne son statut de ville.

## Personnalités
- Albert Frédéric de Prusse, mort en 1618 à Fischhausen.
- Wilhelm Wien, né en 1864 à Fischhausen.
- Dietrich von Saucken, né en 1892 à Fischhausen.